# Errore (filologia)
In filologia, l'errore è una deviazione dalla lezione dell'originale di un'opera.
Si distinguono l'errore d'autore (da segnalare e conservare) e l'errore di tradizione (da correggere tramite la recensio o la emendatio).

## Tipi di errore
Errori di scritturasbagli del copista nel ricopiare un manoscritto, modificando le lettere e i dittonghi -ae, -oe, per differenza della propria lingua parlata (il latino tardo dal latino classico), caduta delle consonanti finali di parola -s; -m. Per il greco il fenomeno degli errori di pronuncia e comprensione delle lettere, deriva dal fatto che con l'influsso bizantino dal V-VI secolo d.C., le pronunce delle vocali cambiò completamente, tanto che oggi si distingue lo iotacismo o itacismo classico, e poi l'etacismo.
Errori di mise en pageerrore del copista di incolonnamento dei versi di un testo poetico, copiando sia il rigo sinistro che il rigo destro procedendo verticalmente anziché orizzontalmente, pasticciando il senso del testo. Esempio una copia delle Argonautiche di Apollonnio Rodio del XV secolo nella Herzog August Bibliotek, ricordato da Alphonse Dain.
Errore di anasillabismomodifica dell'ordo verborum di una parola, creando anagrammi, oppure creando parole unendone due in una, come verter + dum = vertendum.
Errori metricisempre con la modifica della cultura greca nel periodo bizantino, così con la modifica della cultura latina, la metrica cambia: nella cultura bizantina ad esempio la poesia in trimetro giambico diventa un dodecasillabo, come in un manoscritto dell'Agamennone di Eschilo; mentre in latino i poemi, come l'Ars amatoria di Ovidio, sono riadattatati con l'esametro leonino.
Errore di aplografia e dittografianel primo caso, una parola viene omessa dal copista, o anche più di una, di fronte a un gruppo di parole uguali, per distrazione; nell'altro caso una parola viene ripetuta due volte.
Sostituzione o banalizzazioneil copista sostituisce un termine con uno più semplice o uno più comprensibile alla sua epoca, modificando dunque anche il messaggio del testo originale.
Glosse e parole segnaleun copista può segnare in una copia una parola segnale, cioè un termine che viene espunto, che non considera parte del testo originale, oppure con piccola annotazione o glossa, può consigliare al copista successivo di provare a intervenire sulla parola, ricollocandola in un punto della frase, che al copista precedente pareva fosse l'esatta collocazione del testo originale. Ed è capitato che anche in questi casi ci sono stati errori, che la parola segnale non è stata presa in considerazione, e che addirittura certi copisti hanno copiato pure l'annotazione o glossa del copista, credendola parte del testo originale stesso.

### Trappole per copisti
Frasi che risultano oscure al copista, spesso nella tradizione manoscritta del testo, sono modificate, o cercate di essere rese più comprensibili, con correzioni, creando ulteriori confusioni. Un esempio che il Braccini offre è il fr. 163 Usener di Epicuro, tramandato da Diogene Laerzio. In quattro esemplari conservati a Napoli nella Biblioteca nazionale, a Parigi, nella Laurenziana di Firenze, ci sono diverse modifiche di termini e verbi, che alterano completamente il significato dell'originale, proponendone di nuovi.
Interpolazioni del copistaaggiunte o rimozioni volontarie dei copisti, anche per censura. L'editore nell'edizione critica considererà spuri con i segni diacritici queste modifiche del copista.

### Errore diretto e indiretto
Il primo è un errore del copista, che interviene in un testo guasto o confuso per sanarlo, danneggiandolo maggiormente; se non riesce a risanare il testo creando una nuova variante della lezione, allora è detto errore indiretto o critico.

### Errori direttivi e separativi
La prima categoria, nota anche come "errores coniunctivi", nell'arte dell'emendatio, riguarda quegli errori che si sono creati da manoscritto a manoscritto, ossia le varie lezioni, di un testo archetipo o dal ramo di una famiglia, e sono detti anche errori guida per l'editore che intende fare l'edizione critica. Questi errori possono originarsi in un determinato ramo della famiglia di manoscritti dello stemma codicum, sono considerati errores coniunctivi anche quei manoscritti che presentano lacune volontarie, perché derivano da manoscritti primari che presentano una parte mancante del testo, perché strappati o perché quella parte non era stata copiata. L'editore quando farà la collazione dei manoscritti, segnerà con delle lettere precise il nome del codice A per Ambrosianus ad esempio, in più le varianti confrontate con altre lettere minuscole.
Gli errori separativi sono quelli che non si possono ricollegare a una specifica parentela con un codice capofamiglia dello stemma, e che si sono originati da un manoscritto il cui copista non ha corretto un determinato errore o per congettura (ope codicum) o per conoscenza dello stile dell'autore (ope ingenii o divinatio).
Omoteleuto e omeottoto: l'omoteleuto è una figura retorica, ma in filologia è un errore causato dal troncamento di due o una parola, poiché se ne crea una partendo da due finali di parola uguali. L'omeoarco si verifica invece per gli inizi uguali di parola. L'errore dell'omeottoto si verifica invece quando ci si trova dinanzi a casi o desinenze verbali uguali. Tutti questi errori fanno parte del sistema definito "salto dall'uguale all'uguale".
Salto da uguale a uguale oppure Saut du même au mêmedato che spesso il copista memorizzava una parte del testo per poi ricopiarla fidandosi della sua memoria, spesso accade che la mente lo tradisse, e che in un testo poetico o in prosa, dopo un determinato gruppo di parole, ne comparisse una o più uguali al precedente, e che dunque il copista troncasse la parte di testo che intercorre tra il primo e il secondo gruppo, continuando a copiare il testo dopo, come se la memoria cancellasse quella o quelle parole nel mezzo. Esempio dei Codici Palatini di Plauto per le Bacchides: nam iam domum ibo atque aliquid surripiam patri
Id isti dabo, ego hanc istanc multis ulciscar modis.
Adeo ego illam cogam usque ut mendicet meus pater. È accaduto che alcuni  manoscritti successivi, abbiano troncato gran parte del testo, per la somiglianza del "que" tra atque ed "usque", ripartendo col testo direttamente da dopo quest'ultimo.